# Bibracte hagenbachi
Bibracte hagenbachi är en insektsart som först beskrevs av Wilhem de Haan 1842.  Bibracte hagenbachi ingår i släktet Bibracte och familjen gräshoppor. Inga underarter finns listade i Catalogue of Life.